# Aalesunds FK
Aalesunds Fotballklubb – norweski klub piłkarski z siedzibą w Ålesund. 

## Historia
Został założony w 1914 roku.
W 2004 roku klub liczył 835 członków na wszystkich poziomach wiekowych, profesjonalnych i amatorskich (1. i 2. drużyna oraz drużyny juniorskie). Aalesunds FK został założony 25 czerwca 1914 roku. W 2004 roku grał w 2. lidze, jednak dzięki zajęciu 2. miejsca awansował bezpośrednio do Tippeligaen, w której zajął w sezonie 2005 przedostatnie miejsce (przed FK Bodø/Glimt) i spadł ponownie do 2. klasy rozgrywkowej. Później grał w ekstraklasie, a nawet w kwalifikacjach do Ligi Europy UEFA. W 2017 roku po raz kolejny klub spadł do drugiej ligi, wtedy to było po 10 sezonach gry w elicie. W 2018 roku przegrał baraże o awans do ekstraklasy ze Stabaek. W 2019 roku po dwóch latach przerwy po raz kolejny wrócił do najwyższej klasy rozgrywkowej zostając mistrzem 2. ligi.
W sezonie 2018 klub rozgrywa swoje mecze domowe na Color Line Stadion, nowym obiekcie, który zastąpił stary Kråmyra Stadion. Pojemność nowego stadionu to 10.778.
Najwierniejszy klub kibica zespołu z Ålesund nosi nazwę Stormen. Liczy on ok. 2 tys. członków w całej Norwegii, którzy wspierają klub w meczach domowych i wyjazdowych.

## Sukcesy
- Puchar Norwegii
  - zwycięstwo (2): 2009, 2011

## Europejskie puchary
Legenda do wszystkich tabel:
- Q – runda eliminacyjna, 1/16, 1/8, 1/4, 1/2 – odpowiednia faza rozgrywek, Grupa – runda grupowa, 1r gr – pierwsza runda grupowa, 2r gr – druga runda grupowa, F – finał, R – runda, PO – play-off
- k. – rzuty karne, los. – losowanie, Dogr. – dogrywka, w. – zasada bramek strzelonych na wyjeździe

| Sezon   | Rozgrywki   | Runda | Przeciwnik  | Dom | Wyjazd | Ogólnie    |
| ------- | ----------- | ----- | ----------- | --- | ------ | ---------- |
| 2010/11 | Liga Europy | 3Q    | Motherwell  | 1–1 | 0–3    | 1–4        |
| 2011/12 | Liga Europy | 1Q    | Neath       | 4–1 | 2–0    | 6–1        |
| 2011/12 | Liga Europy | 2Q    | Ferencváros | 3–1 | 1–2    | 4–3, Dogr. |
| 2011/12 | Liga Europy | 3Q    | Elfsborg    | 4–0 | 1–1    | 5–1        |
| 2011/12 | Liga Europy | PO    | AZ Alkmaar  | 2–1 | 0–6    | 2–7        |
| 2012/13 | Liga Europy | 2Q    | KF Tirana   | 5–0 | 1–1    | 6–1        |
| 2012/13 | Liga Europy | 3Q    | APOEL FC    | 0–1 | 1–2    | 1–3        |

## Obecny skład
Stan na 12 grudnia 2021
| Nr | Poz. | Piłkarz                                    |
| -- | ---- | ------------------------------------------ |
| 1  | BR   | Andreas Lie                                |
| 3  | OB   | Quint Jansen                               |
| 4  | OB   | Jonas Grønner                              |
| 5  | OB   | David Fällman                              |
| 6  | PO   | Erlend Segberg                             |
| 7  | PO   | Erikson Spinola Lima                       |
| 8  | PO   | Fredrik Carlsen (kapitan)                  |
| 9  | NA   | Niklas Castro                              |
| 10 | NA   | Muamer Brajanac (wypożyczony z AC Horsens) |
| 11 | NA   | Simen Nordli                               |
| 13 | BR   | Michael Lansing                            |
| 14 | PO   | Torbjørn Kallevåg                          |
| 15 | NA   | Kristoffer Ødemarksbakken                  |
| 16 | OB   | Jørgen Hatlehol                            |

| Nr | Poz. | Piłkarz                 |
| -- | ---- | ----------------------- |
| 17 | NA   | Mamadou Diaw            |
| 18 | OB   | Davíð Kristján Ólafsson |
| 19 | NA   | Isak Dybvik Määttä      |
| 20 | PO   | Oscar Solnørdal         |
| 22 | NA   | Sigurd Hauso Haugen     |
| 23 | NA   | Torbjørn Agdestein      |
| 24 | BR   | Enock Mawete Mwimba     |
| 29 | PO   | Kristoffer Barmen       |
| 32 | PO   | Kristoffer Strand Ødven |
| 33 | OB   | Simen Rafn              |
| 34 | OB   | Stian Aarønes Holte     |
| 37 | PO   | Henrik Melland          |
| 38 | OB   | Nikolai Hopland         |